# Neblinanthera
Neblinanthera là chi thực vật có hoa trong họ Mua.